# Dennis Fantina
Dennis Fantina (Trieste, 6 dicembre 1976) è un cantautore, conduttore radiofonico e personaggio televisivo italiano.

## Biografia
Nel settembre 2001 partecipa al programma Saranno Famosi e vince, aggiudicandosi un contratto di un anno con le reti Mediaset.
Nell'estate 2002 prende parte al Tim Tour e viene scelto, assieme ad altri ragazzi della scuola di Amici, come testimonial della campagna pubblicitaria di quell'estate. Nello stesso anno la Sugar Music di Caterina Caselli produce e pubblica il suo primo album, Dennis, contenente otto brani inediti, realizzati da Giancarlo Di Maria e arrangiati da Celso Valli e Nicolò Fragile. Tra gli autori dei brani si segnalano Mango, Elisa e Michele Zarrillo.
Nel 2003 è in tour in Italia e viene scelto per interpretare Danny Zucco, il protagonista del musical Grease, nella nuova edizione firmata dalla Compagnia della Rancia. Nello stesso anno il suo singolo Hey (tienimi forte) (tra i cui autori figura Stefano Picchi) è usato come sigla della telenovela Batticuore.
Nel 2004 entra a far parte del team di Radio Italia. Conduce il programma Funky e Duck in radio insieme con Paola Gallo, mentre su Video Italia, il canale TV del Gruppo, presenta Insieme a Dennis. 
Nel gennaio 2005 il brano Non basti tu appare tra i preselezionati per la categoria Giovani del Festival di Sanremo, al quale non viene ammesso. In estate viene pubblicato il secondo album Io credo in te in contemporanea col singolo omonimo. L'album, prodotto da Fio Zanotti, Massimo Luca e dallo stesso Fantina, viene riconosciuto disco d'oro per le oltre 40 000 copie vendute e vede la collaborazione di artisti come Red Canzian, Simone e Gatto Panceri.
Nel 2005 partecipa al concerto in ricordo di Lucio Battisti cantando il brano Il tempo di morire.
Nella primavera del 2006 partecipa allo show televisivo Notti sul ghiaccio, condotto da Milly Carlucci e trasmesso su Raiuno, classificandosi al secondo posto. Nel maggio 2006 viene estratto dall'album Io credo in te il singolo Ti cambierò la vita, un brano prodotto e arrangiato dallo stesso Dennis Fantina e scritto da Valerio Negrini e Red Canzian.
Nel 2007 pubblica il suo terzo album, Buone sensazioni. Nel 2009 parte un tour di 45 date italiane con una nuova agenzia di spettacoli. Lavora per l'emittente musicale Palco TV.
Nel 2014 pubblica i singoli La Zumbada e Natale Sarà in collaborazione con Massimiliano "Maxino" Cernecca. Inizia una collaborazione con il regista Ronnie Roselli, recitando in alcuni cortometraggi prodotti da Video900.
A settembre 2015, partecipa alla finale nazionale televisiva di Miss Reginetta d'Italia, presentando il remix ufficiale del suo ultimo singolo Intensamente. Nel 2015 è impegnato nel doppiaggio del film Anna la nera di Ronnie Roselli.
Nel 2018 realizza 11, cortometraggio post-apocalittico prodotto sempre da Video900. Nel 2019 iniziano le prime riprese di un lungometraggio scritto e diretto da Ronnie Roselli, in cui Fantina è protagonista e co-sceneggiatore.
Nel settembre 2021 partecipa al programma Tale e quale show condotto da Carlo Conti.

## Discografia

### Album in studio
- 2002 – Dennis
- 2005 – Io credo in te
- 2007 – Buone sensazioni

### Singoli
- 2002 – Non è il cuore
- 2002 – Io ti penserò
- 2002 – Questa notte ricorderai
- 2002 – Se l'amore ha scelto noi
- 2002 – Fumo negli occhi (Smoke Gets in Your Eyes)
- 2002 – Hey (tienimi forte)
- 2003 – Una rosa blu
- 2004 – Valori semplici
- 2005 – Non basti tu
- 2005 – Io credo in te
- 2006 – Solo
- 2006 – Ti cambierò la vita
- 2007 – Buone sensazioni
- 2007 – Come Bambi
- 2007 – Pagherai
- 2008 – Sole d'estate
- 2008 – Uno spazio immenso
- 2010 – Il nostro amore limpido
- 2014 – La Zumbada
- 2014 – Natale sarà
- 2015 – Intensamente
- 2020 – Rosso intenso (con Luca Maris)
- 2021 – L’effetto speciale di un film

## Televisione
- Saranno famosi (Italia 1, 2001-2002) Concorrente, vincitore
- Insieme a Dennis (Video Italia, 2004)
- Notti sul ghiaccio (Rai 1, 2006) Concorrente, finalista
- Miss Reginetta d'Italia (Canale Italia, 2014-2015) Giurato
- All Together Now (Canale 5, 2019) Concorrente
- Tale e Quale Show (Rai 1, 2021) Concorrente
- Tale e quale show - Il Torneo (Rai 1, 2021-2022)  Concorrente